# Buenos Diaz
Buenos Diaz é um álbum de estúdio da banda Lucky Diaz and the Family Jam Band lançado em 5 de abril de 2019, pela  Rainy Day Dimes Music. Foi produzido por Lucky Diaz e sua esposa, Alisha Gaddis.

## Faixas
1. Buenos Diaz 03:25[4]
2. Wake Up 03:27
3. Nacho Song 03:04
4. Pan Dulce 02:46
5. Como Se Dice 02:16
6. Zapatitos 02:05
7. Taco Tuesday 02:30
8. Mix It Up 03:03
9. El Corazon 03:10
10. Estrellita 02:41
11. El Sol Te Siga 02:00

## Prêmios e indicações
| Ano  | Prêmio                | Categoria                    | Resultado | Ref.  |
| ---- | --------------------- | ---------------------------- | --------- | ----- |
| 2019 | Grammy Latino de 2019 | Melhor Álbum Infantil do Ano | Venceu    | [ 5 ] |

## Ficha técnica
- Lucky Diaz — Voz, guitarra
- Alisha Gaddis — Voz, backing vocal
- Dale Chung — Percussão
- Diácono Marrquin — Bateria
- Dean Jones — Engenheiro de som
- Robert Eibach — Engenheiro de som
- Michael Farkas — Teclados
- Nathalia Palis-Mclaughlin — Backing vocal
- Robert Eibach — Edição e mixagem de som
- Wesley Cole Switzer — Baixo